# Karl Gasslander
Karl Frithiof Gasslander, född den 17 april 1869 i Stockholm, död där den 25 augusti 1916, var en svensk präst.
Gasslander blev pastoratsadjunkt 1901 och komminister 1915 i Gustav Vasa församling i Stockholm. Han är begravd på Norra begravningsplatsen utanför Stockholm.